# 플레잉☆보이부
플레잉☆보이부는 일본의 BL 만화이다.